# Стурзовка
Стурзовка (рум. Sturzovca) — село в Глодянском районе Молдавии. Относится к сёлам, не образующим коммуну.

## История
Село Стурзовка основано примерно 250 лет назад. Впервые упоминается в 1852 году. Её основателем стал князь Дмитрий Стурдза. Во время службы у Суворова он подсказал, как захватить турецкую крепость «Аккерман». Его план удался. За это ему подарили землю недалеко от г. Бельцы. Он разрешил поселиться переселенцам и основать село, но с условием, что село будет называться его именем, и чтобы в селе было не менее 300 дворов. Поначалу эта местность и носила название Стурдзовка, но по прошествии времени была переименована в Стурзовку.

## География
Село расположено на высоте 141 метров над уровнем моря.

## Население
По данным переписи населения 2004 года, в селе Стурзовка проживает 4856 человек (2306 мужчин, 2550 женщин).
Этнический состав села:
| Национальность | Число жителей | Процентный состав |
| -------------- | ------------- | ----------------- |
| украинцы       | 3194          | 65.77             |
| молдаване      | 1407          | 28.97             |
| русские        | 225           | 4.63              |
| румыны         | 11            | 0.23              |
| болгары        | 6             | 0.12              |
| гагаузы        | 3             | 0.06              |
| цыгане         | 1             | 0.02              |
| прочие         | 9             | 0.19              |
| Всего          | 4856          | 100 %             |

## Достопримечательности
- Храм Успения Богородицы;
- Часовня Петра и Павла;
- Памятник советским воинам, погибшим в Великую Отечественную войну;
- Памятник жителям села, умершим во время голода 1946—1947 гг.